# Väversunda socken
Väversunda socken i Östergötland ingick i Dals härad och området ingår sedan 1980 i Vadstena kommun och motsvarar från 2016 Väversunda distrikt.
Socknens areal är 18,04 kvadratkilometer, varav 13,36 land. År 2000 fanns här 173 invånare. Kyrkbyn Väversunda med sockenkyrkan Väversunda kyrka ligger i denna socken. 

## Administrativ historik
Väversunda socken har medeltida ursprung. 
Vid kommunreformen 1862 övergick socknens ansvar för de kyrkliga frågorna till Väversunda församling och för de borgerliga frågorna till Väversunda landskommun. Landskommunen inkorporerades 1952 i Östgöta-Dals landskommun, ingick från 1967 i Vadstena stad som 1971 ombildades till Vadstena kommun, ingick 1974-1979 i Motala kommun och från 1980 i Vadstena kommun. Församlingen uppgick 2006 i Dals församling.
1 januari 2016 inrättades distriktet Väversunda, med samma omfattning som församlingen hade 1999/2000. 
Socknen har tillhört samma fögderier och domsagor som socknens härader.  De indelta soldaterna tillhörde  Första livgrenadjärregementet, Motala kompani och Andra livgrenadjärregementet, Vadstena kompani.

## Geografi
Väversunda socken ligger mellan Vättern och Tåkern med Omberg i väster, där åkermarken utgörs av kalkrik och bördig moränlera. Denna jord har i tusentals år utgjort grunden för odling och försörjning. 
Ovanför åkrarna breder utmarksbeten ut sig, vilka förr användes som betesmarker för djuren. På andra sidan byn möter landskapet Tåkerns sjömark, en gång en viktig resurs för vinterfoder genom sjöslåtter. Sjömarkerna var större förr, när Tåkerns vattennivå var högre. 
Socknen är i öster en uppodlad slättbygd nedanför skogsbygden på Omberg.

## Fornlämningar
Kända från socknen är boplatser från stenåldern och några spridda gravar från järnåldern. Åtta runristningar är antecknade härifrån, många nu borta.

## Namnet
Namnet (1279 Wewersundom) kommer från kyrkbyn. Förleden är oviss. Efterleden är plural av sund som här avser sundliknandne sankmark.

## Personer från bygden
Jacob Berzelius föddes i Väversunda 1779. En minnessten över hans födelse avtäcktes vid hans födelsehus på hundraårsdagen 1879.

### Fotnoter
1. 1 2  Svensk Uppslagsbok andra upplagan 1947–1955: Väversunda socken
2. 1 2  Harlén, Hans; Harlén Eivy (2003). Sverige från A till Ö: geografisk-historisk uppslagsbok. Stockholm: Kommentus. Libris 9337075. ISBN 91-7345-139-8
3. ↑  ”Församlingar”. Statistiska centralbyrån. https://www.scb.se/hitta-statistik/regional-statistik-och-kartor/regionala-indelningar/forsamlingar/. Läst 30 december 2022.
4. ↑  Administrativ historik för Väversunda socken (Klicka på församlingsposten). Källa: Nationella arkivdatabasen, Riksarkivet.
5. 1 2  Sjögren, Otto (1931). Sverige geografisk beskrivning del 2 Östergötlands, Jönköpings, Kronobergs, Kalmar och Gotlands län. Stockholm: Wahlström & Widstrand. Libris 9939
6. 1 2  Nationalencyklopedin
7. ↑  Fornlämningar, Statens historiska museum: Väversunda socken
8. ↑  Fornminnesregistret, Riksantikvarieämbetet: Väversunda socken Fornminnen i socknen erhålls på kartan genom att skriva in sockennamn (utan "socken") i "Ange geografiskt område"
9. ↑  Mats Wahlberg, red (2003). Svenskt ortnamnslexikon. Uppsala: Institutet för språk och folkminnen. Libris 8998039. ISBN 91-7229-020-X. https://isof.diva-portal.org/smash/get/diva2:1175717/FULLTEXT02.pdf